# Adventure Time: Finn & Jake Investigations
Să-nceapă aventura: Investigații cu Finn & Jake este joc video de acțiune și aventură dezvoltat de Vicious Cycle Software sub licență de la Cartoon Network Interactive. Acesta va fi publicat de Little Orbit pentru Microsoft Windows, PlayStation 3, PlayStation 4, Xbox 360, Xbox One, Wii U, și Nintendo 3DS. Este al patrulea joc bazat pe serialul animat de televiziune Să-nceapă aventura, lansat după The Secret of the Nameless Kingdom, și primul titlu de acțiune aventură din serie prezentat complet în grafica 3D. Jocul a fost anunțat pentru prima oară la 21 aprilie 2015, și va fi lansat în octombrie 2015.
În acest joc, jucătorii pot verifica „Tărâmul și localncii OOo, pot vorbi cu personaje, își pot îmbunătăți abilitățile lor de rezolvare a puzzle-urilor creative, și pot înfrânge inamici cu scopul de a se distra." Bazat pe al șaselea sezon al serialului de televiziune, caracteristicile de joc se concentrează pe explorare, investigare, și rezolvare de puzzle-uri. Finn și Jake descoperă o mașină de scris numită "tickertype", care îi convinge să devină detectivi ca Iosua și Margaret, părinții lui Jake și Finn. Jucătorii pot umple sala comorilor din căsuța din copac cu lucrurile lăsate de inamici.

## Legături externe
- Site web oficial